# ماریا کیارا
ماریا کیارا (ایتالیایی: Maria Chiara؛ زادهٔ ۲۴ نوامبر ۱۹۳۹) خواننده اپرا اهل ایتالیا است.
از فیلم‌ها یا مجموعه‌های تلویزیونی که وی در آن‌ها نقش داشته است، می‌توان به هانا و خواهرانش اشاره نمود.